# Miss Grand International 2020
Miss Grand International 2020 è stata l'ottava edizione del concorso di bellezza Miss Grand International, che si è svolta nella città di Bangkok, in Thailandia il 27 marzo 2021. I candidati provenienti da circa 63 paesi e territori autonomi competeranno per il titolo. Alla fine dell'evento, Valentina Figuera, Miss Grand International 2019 del Venezuela, ha incoronato la nuova Miss Grand International, Abena Appiah, proveniente degli Stati Uniti d'America.

## Risultati
| Risultato finale              | Risultato finale |
| Classifica                    | Concorrente |
| ----------------------------- | --- |
| Miss Grand Internacional 2020 | - Stati Uniti – Abena Appiah |
| 2ª classificata               | - Filippine – Samantha Bernardo |
| 3ª classificata               | - Guatemala – Ivana Batchelor |
| 4ª classificata               | - Indonesia – Aurra Kharishma |
| 5ª classificata               | - Brasile – Lala Guedes |
| Top 10                        | - Argentina – Mariana Varela - Malaysia – Jasebel Robert § - Porto Rico – Fabiola Valentín - Rep. Ceca – Denisa Spergerova - Thailandia – Patcharaporn Chantarapadit |
| Top 21                        | - Cambogia – Chily Tevy 🔷️ - El Salvador – Luciana Martinez - Giappone – Ruri Saji - Inghilterra – Stephanie Wyatt - Kenya – Irene Ng'endo - Myanmar – Han Lay - Messico – Angela Yuriar - Panama – Angie Keith - Perù – Maricielo Gamarra - Rep. Dominicana – Lady Leon - Vietnam – Nguyễn Lê Ngọc Thảo |
| Titoli speciali               | |
| Country of the Year           | - Cambogia – Chily Tevy 🔷️ |
| Miss Popolarità               | - Malaysia – Jasebel Robert § |
| Best in Evening Gown          | - Messico – Angela Yuriar |
| Best in Swimsuit              | - Brasile – Lala Guedes |
| Best National Costume         | - Giappone – Ruri Saji - Guatemala – Ivana Batchelor - Thailandia – Patcharaporn Chantarapadit |

- Nota: § Qualificata direttamente nella Top 10 dei semi-finalisti vincendo il premio Miss Popolarità. .

## Concorrenti
63 paesi hanno gareggiato per il titolo di Miss Grand International:
(La tabella usa il suo nome completo, i nickname sono tra virgolette e i cognomi usati come nomi artistici, tra parentesi; al di fuori di esso vengono utilizzati i nomi "artistici" o semplificati).
| Nazione/Territorio | Concorrente                             | Età | Città                   |
| ------------------ | --------------------------------------- | --- | ----------------------- |
| Albania            | Fjorela Lezo                            | 23  | Tirana                  |
| Argentina          | Mariana Jesica Varela                   | 24  | Avellaneda              |
| Baschiria          | Albina Shaykhlislamova                  | 21  | Ufa                     |
| Bolivia            | Teresita Brigith Sánchez Añez           | 20  | Santa Cruz de la Sierra |
| Bielorussia        | Polli Cannabis                          | 25  | Minsk                   |
| Brasile            | Alaíse «Lala» Clementino Guedes         | 27  | Campina Grande          |
| Bulgaria           | Viktoria Lazarova                       | 21  | Plovdiv                 |
| Cambogia           | Chily Tevy                              | 24  | Phnom Penh              |
| Canada             | Sara Michelle Winter                    | 26  | Duncan                  |
| Cile               | Paula Valentina Benavente Gómez         | 27  | Viña del Mar            |
| Cina               | Fiona Tao Pinlu                         | 28  | Calgary                 |
| Colombia           | Natalia Manrique Aguilar                | 21  | Cúcuta                  |
| Corea del Sud      | Hyunyoung Lee                           | 22  | Seul                    |
| Costa Rica         | Glenda Gabriela Jara Cordero            | 22  | Guácimo                 |
| Crimea             | Sofia Kim                               | 20  | Chabarovsk              |
| Cuba               | Jennifer Sánchez Aguilar                | 20  | Cienfuegos              |
| Ecuador            | Sonia Augusta Luna Menéndez             | 25  | Guayaquil               |
| Egitto             | Virginia Hany Abdallah Abrahim          | 19  | Il Cairo                |
| El Salvador        | Luciana Fernanda Martínez Cienfuegos    | 20  | San Salvador            |
| Finlandia          | Liina Ilona Malinen                     | 27  | Oslo                    |
| Filippine          | Samantha Mae Adaliga Bernardo           | 27  | Puerto Princesa         |
| Francia            | Marine Karine Patricia Comby            | 20  | Martignas-sur-Jalle     |
| Galles             | Kathryn Helen Fanshawe                  | 23  | Surrey                  |
| Germania           | Arlinda Prenaj                          | 25  | Monaco di Baviera       |
| Giamaica           | Monique Alexandria Thomas               | 26  | Kingston                |
| Giappone           | Ruri Saji                               | 25  | Niigata                 |
| Guatemala          | Ivana Elizabeth Batchelor               | 22  | Città del Guatemala     |
| India              | Simran Sharma                           | 22  | Guwahati                |
| Indonesia          | Kharishma Aura Islami «Aurra Kharishma» | 20  | Majalengka              |
| Inghilterra        | Stephanie Soares Wyatt                  | 20  | Dorset                  |
| Iran               | Ayda Mirahmadi                          | 18  | Kurdistan               |
| Irlanda            | Tírna Rita Slevin                       | 25  | Galway                  |
| Italia             | Filomena Venuso                         | 21  | Nola                    |
| Kenya              | Irene Ng'endo Mukii                     | 22  | Kiambu                  |
| Kosovo             | Frontinna Gashi                         | 21  | Pristina                |
| Laos               | Phatthana Thidaphone                    | 24  | Vientiane               |
| Malaysia           | Jasebel Shalani Robert                  | 25  | Kuala Lumpur            |
| Mauritius          | Vishakha Tania René                     | 23  | Port Louis              |
| Messico            | Angela Michelle León Yuriar             | 19  | Culiacán                |
| Myanmar            | Thaw Nandar Aung «Han Lay»              | 22  | Moulmein                |
| Nepal              | Ambika Joshi Rana                       | 21  | Katmandu                |
| Nicaragua          | Teresa Janette Perez Moreno             | 27  | León                    |
| Nigeria            | Chikaodili Enobong Nna-Udosen           | 26  | Akwa Ibom               |
| Paesi Bassi        | Suzan Hendrica Lips                     | 27  | Port Louis              |
| Panama             | Angie Yomara Keith Linares              | 26  | Città di Panama         |
| Paraguay           | Daisy Diana Lezcano Rojas               | 26  |                         |
| Perù               | Maricielo Gamarra Alvarado              | 26  | Lima                    |
| Polonia            | Milena Maria Sadowska                   | 22  | Oświęcim                |
| Porto Rico         | Fabiola Krystal Valentín González       | 21  | Camuy                   |
| Portogallo         | Sara Duque de Carvalho                  | 27  | Porto                   |
| Rep. Ceca          | Denisa Spergerová                       | 20  | České Budějovice        |
| Rep. Dominicana    | Lady Laura León Rosario                 | 27  | Duarte                  |
| Russia             | Guzel Musina                            | 23  | Kazan'                  |
| Scozia             | Helen Catherine Maher                   | 25  | Coleraine               |
| Spagna             | Iris Miguélez Méndez                    | 22  | Vila de Cruces          |
| Sri Lanka          | Prathiba Sambodhi Liyanaarachchi        | 21  | Colombo                 |
| Stati Uniti        | Abena Akuaba Appiah                     | 27  | New York                |
| Sudafrica          | Anrónet Ann Roelofsz                    | 26  | Pretoria                |
| Svezia             | Felicia Anna Birgitta Brunzell          | 24  | Hudiksvall              |
| Thailandia         | Patcharapon «Namfon» Chantarapadit      | 22  | Ranong                  |
| Uruguay            | Jimena Martino Morena                   | 25  | Canelones               |
| Venezuela          | Eliana Madeleine Rojas Roa              | 24  | San Juan de Colón       |
| Vietnam            | Nguyễn Lê Ngọc Thảo                     | 20  | Ho Chi Minh             |

### Ritiro di concorrenti
- Armenia - Nare Zakaryan
- Ghana - Pamela Fosua Clement
- Irlanda del Nord - Amber Walsh
- Isole Cook - Pearl Lazaro Samson Johnson
- Zimbabwe - Kimberly Tatenta Mayoyo

### Sostituzione di concorrenti
- Bolivia - María José Terrazas è stata sostituita da Teresita Sánchez.
- Cambogia - Seng Rotha è stata sostituita da Chily Tevy.
- Cuba - Geysel Valliant Ferrer è stata sostituita da Jennifer Sánchez.
- Ecuador - Lisseth Naranjo Goya è stata sostituita da Sonia Luna.
- Perù - Samantha Batallanos Cortagena è stata sostituita da Maricielo Gamarra.
- Polonia - Karina Nowak è stata sostituita da Milena Sadowska.
- Rep. Ceca - Barbora Aglerová è stata sostituita da Denisa Spergerová.
- Spagna - Sara Cisneros González è stata sostituita da Andrea de las Heras allo stesso tempo è stato sostituito da Iris Miguélez.

## Informazioni sui paesi in Miss Grand International 2020

### Debutti
- Crimea

### Ritorni
- Ultima partecipazione nel 2015: 
  -  Iran
  -  Kenya
- Ultima partecipazione nel 2016:
  -  Uruguay
- Ultima partecipazione nel 2018:
  -  Argentina
  -  Corea del Sud
  -  Finlandia
  -  Galles
  -  Giamaica
  -  Inghilterra
  -  Kosovo
  -  Laos
  -  Scozia
  -  Sri Lanka

### Ritiri
- Armenia
- Australia
- Cina
- Curaçao
- Estonia
- Guadalupa
- Haiti
- Lettonia
- Libano
- Macao
- Riunione
- Romania
- Ucraina

## Conseguenze
Nel 2022 ha fatto notizia che Miss Argentina Mariana Varela e Miss Porto Rico Fabiola Valentín, conosciutesi durante il concorso, si siano sposate il 28 ottobre dello stesso anno a Porto Rico.